# Kia Opirus
La Kia Opirus è una berlina di grandi dimensioni prodotta dalla casa automobilistica coreana Kia Motors dal 2003 al 2011.

## Il contesto
Presentata al Salone dell'automobile di Ginevra nel marzo del 2003 l'Opirus costituisce l'ammiraglia al top della gamma Kia ed è stata commercializzata in Italia a distanza di pochi mesi dal debutto ufficiale. Nasce come erede del modello Enterprise che era stato sviluppato a partire da alcuni vecchi progetti di origine Mazda. L'Opirus è stata progettata utilizzando il pianale della Hyundai Grandeur XG con sospensioni anteriori modificate, infatti adotta uno schema a quadrilateri alti deformabili in grado di coniugare una maggiore stabilità e precisione di guida soprattutto in curva. Al retrotreno è stato adottato un raffinato Multilink per garantire un notevole comfort di guida senza penalizzare la dinamica dell'autovettura. Il motore in posizione anteriore fornisce la coppia motrice alle ruote anteriori. L'impianto frenante utilizza quattro dischi con gli anteriori ventilati.
La carrozzeria lunga 4,98 metri possiede un design caratterizzato da molte curve; il frontale è ispirato alle Mercedes Classe E dell'epoca poiché adotta una fanaleria sdoppiata di forma circolare posti agli estremi di una calandra cromata di dimensioni notevoli che curiosamente non ospita il logo della casa. Nella zona inferiore del frontale si trovano gli indicatori laterali di direzione che adottano la tecnologia a diodi luminosi a LED, con luce arancione, posizionati al di sopra di due leggere prese d'aria. La fiancata presenta le cornici dei finestrini cromate mentre per gli esemplari destinati al mercato coreano, nella parte bassa delle portiere vengono montati dei fascioni paracolpi in plastica scura con un rilievo cromato che donano all'automobile l'effetto bicolore. La coda presenta una fanaleria orizzontale con luci a Led e numerose cromature a livello dei paraurti. Il doppio terminale di scarico infine conferisce un'aria leggermente più vivace all'elegante linea dell'autovettura.
Gli interni segnano una svolta per la produzione di casa Kia, dove viene adottato per la prima volta in Europa il navigatore satellitare con sistema DVD di serie con schermo situato nel mezzo della plancia in posizione elevata in modo da garantire una visibilità maggiore. Il disegno della strumentazione si basa su elementi semplici con il mobiletto centrale ospitante i comandi del sistema audio e il climatizzatore è automatico bizona. Il quadro strumenti adotta una grafica molto chiara con retroilluminazione di colore bianco o blu chiaro a seconda dei mercati. Il rivestimento in radica, abbinato alla plancia bicolore, dona un tocco di classe all'abitacolo. Per il mercato europeo la selleria in pelle con il tetto apribile risultavano di serie.
Come propulsore l'Opirus adottò un 3,5 litri V6 denominato Sigma, realizzato dalla Hyundai, capace di 203 cavalli e abbinato ad un cambio automatico sequenziale a 5 rapporti. In seguito questa unità è stata sostituita da propulsori sempre più efficienti che hanno conservato però l'architettura 6 cilindri a V.
L'Opirus negli Stati Uniti viene commercializzata sotto la denominazione Kia Amanti.

### Restyling 2006

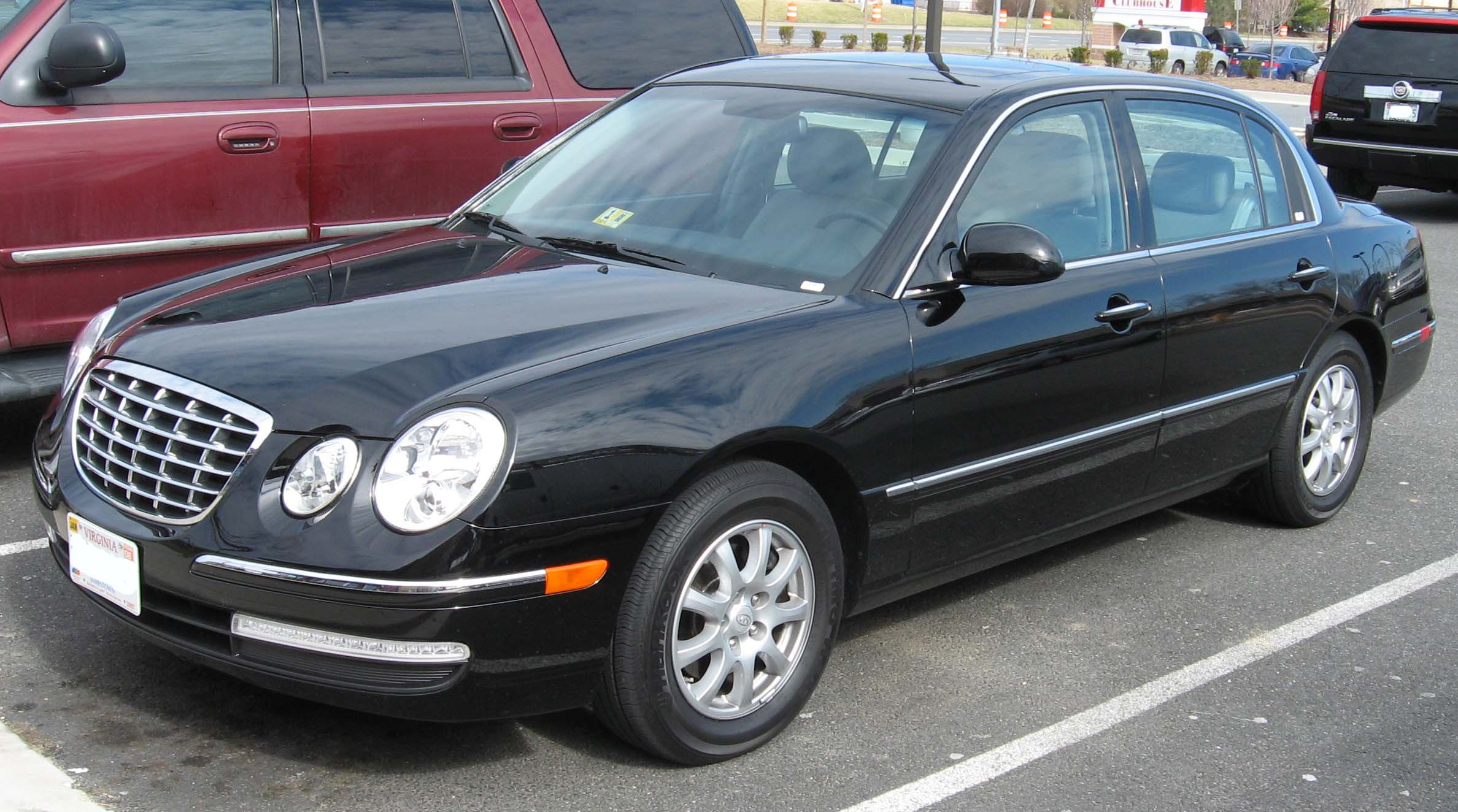
La Kia Opirus restyling

Nell'agosto 2006 la Kia Motors ha presentato un importante restyling dell'Opirus. Il design definito modern and balanced è stato affinato con l'aggiunta di bordi cromati più spessi, il cofano anteriore è stato abbassato in modo da garantire una protezione maggiore in caso d'investimento pedoni, i fari sono sempre circolari ora sono a sfondo argentato. La calandra è stata totalmente rivista nella forma ora ovale e più profilata, le frecce a Led emanano luce bianca mentre nella zona inferiore dei paraurti frontali trova alloggiamento una presa d'aria molto estesa. La coda è stata completamente ridisegnata: i nuovi paraurti ne incrementano le dimensioni di due centimetri, nuova fanaleria a Led con sfondo rosso e nuovo portellone leggermente rialzato per incrementare l'aerodinamica dell'automobile e al tempo stesso per rendere il profilo leggermente più sportivo. L'ampia fascia cromata posteriore ospita i sensori di parcheggio proposti a pagamento su molti mercati mentre il retronebbia è stato spostato nella parte inferiore al centro del paraurti.
Internamente si notano i grandi passi avanti compiuti dalla Kia, la plancia totalmente nuova esibisce plastica di qualità notevole abbinate ad assemblaggi precisi, rifiniture in legno o alluminio al posto della radica e quattro differenti colorazioni disponibili per la plancia. Rivestimenti in pelle o in tessuto e sedili anteriori regolabili elettronicamente nel supporto lombare e refrigebabili, oltre all'introduzione della nuova pedaliera regolabile elettronicamente che in caso d'urto si sgancia in modo da evitare danni al guidatore. Anche la meccanica è stata profondamente rivista: le sospensioni anteriori sono state alleggerite grazie all'utilizzo dell'alluminio, mentre l'assetto è stato irrigidito il tutto per garantire un piacere di guida maggiore. Rivista la gestione dei rapporti del cambio automatico. Sotto il cofano la Opirus adotta il nuovo 3.8 V6 Lambda da 266 cavalli molto più efficiente rispetto al precedente 3.5 V6 Sigma da 203 cavalli poiché la casa dichiara consumi ed emissioni ridotte mentre le prestazioni risultano nettamente migliorate grazie ai 63 cavalli in più a disposizione. Complessivamente l'Opirus restyling raggiunge i 5,0 metri di lunghezza e subisce un alleggerimento di 122 kg.
In America e in Asia l'autovettura risultò molto apprezzata dalla clientela e in soli tre anni di produzione la casa ha registrato oltre 144.400 esemplari venduti di cui 51.302 nei soli Stati Uniti d'America.

## Kia Opirus Premium
Nel maggio 2009 la Kia ha presentato un secondo restyling dell'Opirus introducendo la denominazione Premium; si tratta dell'ultima versione della serie Opirus che sarà venduta solo sul mercato asiatico, mentre per i mercati europei e americani la casa ha preferito annunciare la commercializzazione della nuova ammiraglia Kia Cadenza. L'Opirus Premium subisce un aggiornamento al frontale con l'introduzione per la prima volta del marchio applicato sulla calandra di nuovo disegno che incorpora la telecamera frontale, nuovi i paraurti bicolore e nuovi disegni dei cerchi in lega. La dotazione di serie si arricchisce del navigatore satellitare con telecamera posteriore e DVD, sensori di parcheggio e tetto apribile. L'avviamento è a pulsante mentre è stata rinnovata la grafica del quadro strumenti e dei principali comandi posti al centro della plancia. Nuovo anche l'impianto d'illuminazione dell'abitacolo a Led.
Sotto il profilo meccanico la Opirus Premium viene equipaggiata con i nuovi motori 2.7 V6 Mu alimentati a benzina capaci rispettivamente di 195 cavalli (165 nella versione bi-fuel alimentata a GPL), il nuovo 3.3 V6 Lambda capace di 259 cavalli e al top di gamma troviamo il 3.8 V6 Lambda che eroga 284 cavalli tutti accoppiati ad una nuova trasmissione automatica sequenziale a 6 rapporti con funzione Eco che permette una riduzione dei consumi.

## Motorizzazioni
Nel corso del tempo svariate motorizzazioni sono state introdotte per la gamma Opirus: al debutto era disponibile il solo motore 3.5 V6 Sigma erogante 203 cavalli accoppiato al cambio automatico H-Matic a 5 rapporti e capace di una velocità massima pari a 203 km/h ma per il mercato asiatico a questa unità si affiancarono i più compatti motori 2.7 V6 Delta da 174 cavalli e 3.0 V6 Sigma da 187 cavalli proposti anche nelle versioni bi-fuel a GPL e disponibili sempre con la trasmissione automatica.
Con il restyling del 2006 venne introdotto per l'Europa e gli Stati Uniti il nuovo 3.8 V6 Lambda da 266 cavalli con blocco e testata in alluminio che sostituì il precedente 3.5 mentre per il mercato locale il 2.7 V6 Delta venne potenziato a 192 cavalli e il 3.0 V6 uscì di produzione sostituito dal nuovo 3.3 V6 Lambda, derivato appunto dal 3.8, capace di erogare 234 cavalli e di spingere l'autovettura fino a 225 km/h. Anche per queste unità il cambio automatico disponeva di 5 rapporti.
Solo dal 2009 con il debutto dell'Opirus Premium la gamma motori subisce un ulteriore potenziamento infatti il 3.3 V6 viene portato a quota 259 cavalli e il 3.8 sale a 284 cavalli mentre come motore entry-level debutta il nuovo 2.7 V6 Mu a doppia fasatura variabile delle valvole e testata riprogettata capace di 195 cavalli e di costi di esercizio minori rispetto al vecchio V6 Delta. Da luglio 2009 il 2.7 V6 Mu viene proposto anche in una versione bi-fuel alimentata a GPL ma depotenziata a 165 cavalli.
| Modello               | Disponibilità       | Motore                      | Cilindrata cm³ | Potenza           | Coppia max              | Emissioni CO2 (g/km) | 0-100 km/h (secondi) | Velocità max (km/h) | Consumo medio (km/l) |
| 2.7 V6 Delta 174      | dal debutto al 2006 | 6 cilindri a V, Benzina     | 2.656          | 128 kW (174 CV)   | 226 N·m @4.000 giri/min | -                    | -                    | 196                 | 7,9                  |
| 2.7 V6 Delta 192      | dal 2006 al 2009    | 6 cilindri a V, Benzina     | 2.656          | 141 kW (192 CV)   | 250 N·m @4.000 giri/min | 259                  | 9,8                  | 210                 | 9,2                  |
| 2.7 V6 Mu 195         | dal 2009            | 6 cilindri a V, Benzina     | 2.656          | 144 kW (195 CV)   | 251 N·m @4.000 giri/min | -                    | -                    | -                   | 10,6                 |
| 2.7 V6 Mu Bi-fuel 165 | dal 2009            | 6 cilindri a V, Benzina-GPL | 2.656          | 121 kW (165 CV)   | 245 N·m @4.000 giri/min | -                    | -                    | -                   | 8,4                  |
| 3.0 V6 Sigma 187      | dal debutto al 2006 | 6 cilindri a V, Benzina     | 2.956          | 172 kW (187 CV)   | 241 N·m @4.500 giri/min | -                    | -                    | 208                 | 7,6                  |
| 3.3 V6 Lambda 234     | dal 2006 al 2009    | 6 cilindri a V, Benzina     | 3.342          | 172 kW (234 CV)   | 304 N·m @3.500 giri/min | 264                  | 8,8                  | 225                 | 9,1                  |
| 3.3 V6 Lambda 259     | dal 2009            | 6 cilindri a V, Benzina     | 3.342          | 190,5 kW (259 CV) | 316 N·m @3.500 giri/min | -                    | -                    | -                   | 10,1                 |
| 3.5 V6 Sigma 203      | dal debutto al 2006 | 6 cilindri a V, Benzina     | 3.497          | 149 kW (203 CV)   | 298 N·m @3.500 giri/min | 273                  | 9,2                  | 220                 | 8,8                  |
| 3.8 V6 Lambda 266     | dal 2006 al 2009    | 6 cilindri a V, Benzina     | 3.778          | 195 kW (266 CV)   | 353 N·m @4.500 giri/min | 276                  | 7,5                  | 230                 | 9,2                  |
| 3.8 V6 Lambda 284     | dal 2009            | 6 cilindri a V, Benzina     | 3.778          | 209 kW (284 CV)   | 357 N·m @4.500 giri/min | -                    | -                    | -                   | 9,6                  |